# Batalla de Sant Quintí (1918)
|  | Aquest article tracta sobre la batalla de la Primera Guerra Mundial. Per altres batalles a llocs anomenats Saint-Quentin vegeu Batalla de Sant Quintí |

La Primera Batalla de Somme o Batalla de Sant Quintí, també anomenada Operació Michael, és una batalla de la Primera Guerra Mundial que es va lluitar del 21 de març fins al 5 d'abril, de 1918, i començà amb l'ofensiva de primavera alemanya llançada a través de la Línia Hindenburg, el 21 de març, a la proximitat de Saint-Quentin. Finalitzà a Villers-Bretonneux, una mica a l'est del centre de comunicacions aliat d'Amienswhere. Es pretenia aturar l'avenç alemany. L'avenç alemany s'aturà a causa de les moltes víctimes, de la incapacitat de mantenir les línies de subministrament, i de l'arribada de reserves aliades.
Això marcà l'inici del final de la Primera Guerra Mundial. Arribaren a França reforços importants des dels Estats Units que reemplaçaven el material i els homes perduts per l'Entesa, al mateix temps que l'exèrcit alemany era incapaç de recuperar-se de les seves pèrdues abans que aquests reforços es despleguessin.
La segona batalla del Somme començà el 21 d'agost de 1918.